# Aerion SBJ
L'Aerion SBJ (SBJ per Supersonic Business Jet) era il progetto per un business jet bimotore turboventola in grado di operare in regime supersonico progettato dall'azienda statunitense Aerion Corporation. La Aerion ha chiuso nel maggio 2021 per la mancanza di nuovi capitali.
Avrebbe dovuto essere il primo aereo supersonico commerciale sviluppato dopo il ritiro del Concorde.

## Storia del progetto
Il Supersonic Business Jet (SBJ) è stato disegnato e commercializzato dalla omonima società Aerion Corporation situata negli Stati Uniti, a Reno (Nevada). Presentato nel novembre 2007 all'Air Show di Dubai, era stata ipotizzata una produzione di 75 esemplari, sei ogni anno. Il prezzo era fissato a 80 milioni di dollari ed erano stati già siglati 50 contratti preliminari. La capacità di trasporto passeggeri era prevista tra gli 8 e 12 posti, a seconda dell'allestimento.
Dopo una prima serie di prove in volo di alcuni componenti effettuate nell'estate del 2010 su di un F-15B della NASA volti a verificare che le pressioni statiche misurate a differenti velocità e quote fossero congruenti con quelle previste dal modello numerico, sono stati eseguiti dal 31 gennaio del 2013 dieci voli prova, sempre in collaborazione con la NASA, per verificare gli effetti di eventuali anomalie o imperfezioni costruttive sulla stabilità del flusso laminare su una lastra di 203 per 101 cm.
Nel 2014 era stata annunciata una collaborazione con Airbus. La societá prevedeva di avere l'aereo omologato nel 2021 e le prime consegne nel 2023.

## Tecnica
Il velivolo prevede l'installazione di due reattori Pratt & Whitney JT8D-219, con una spinta di 87,2 kN. La velocità massima è di Mach 1,8, la velocità commerciale Mach 1,1. Alla velocità subsonica di Mach 0,99 avrà un consumo di carburante comparabile con i maggiori jet subsonici per l'utenza d'affari. L'altezza massima di crociera prevista è 51 000 piedi (15 545 metri). L'Autonomia è di 7,408 km sia a velocità supersonica che subsonica.